# 観音古刹
観音古刹（かんのんこさつ）は、中華人民共和国吉林省吉林市船営区にある仏教寺院。

## 歴史
観音古刹は清の乾隆18年（1753年）に建てられた。1938年、如蓮法師が寺を再建した。
1983年、中華人民共和国国務院は仏寺を漢族地区仏教全国重点寺院に認定した。1984年、寺院は正式に社会に開放された。

## 伽藍
山門、天王殿、大雄宝殿（本堂）、蔵経殿、三聖殿、斎堂、鐘楼、鼓楼。